# 愛宕神社 (東海市)
愛宕神社（あたごじんじゃ）は、愛知県東海市横須賀町四ノ割23番地にある神社。旧社格は村社。江戸期に境内が移転しているが、創建時の境内が元宮として今も残る。

## 祭神
- 迦具土命（火産霊神）

## 歴史
社伝によれば、元和7年（1621年）5月、愛宕権現の霊験によって奉公人の妻の長年の病が平癒したことを知った、当地の大店の坂三郎太夫正家が、京都愛宕山から分霊を請け、産土神として祀ったのが始まり。
元宮に存在する「坂廣雄 やまぶき・やままつ歌碑」には、「坂廣吉の娘が迦具土の神がかりがあり、産土宮とせよ、と給わり京都愛宕山より分霊を迎え、廣吉に委ねた（凡約）」とある。

## 年表
- 元和7年（1621年）5月 - 勧請。
- 慶安2年（1649年） - 社頭 造立[1]。
- 寛文12年（1672年） - 社頭 造営[1]。
- 元禄12年（1699年） - 鳥居 建立[2]。
- 宝永7年（1710年） - 社頭 重普[1]。
- 正徳5年（1715年）5月 - 坂平八郎正宥の寄付により、外陣の格子戸・飾り金物を新しくして、漆も新しく塗られる[1]。
- 享保7年（1722年） - 社頭 造営[1]。
- 元文元年（1736年）
  - 8月 - 正徳5年に寄付された格子戸の裏板が坂丈衛門正盈の寄進により、新しくなる。あわせて金具も磨き上げられ、漆も塗り直される[1]。
  - 10月15日 - 神主 坂甚内の指示により内陣が建てられる[1]。
  - 11月朔日 - 坂丈衛門正盈の発願により御神体を移し扇島社とする。これを祝い、寺本八幡社 神主 下村𠮷實、荒尾清水社 神主 神谷直賢、雨尾山大法王 義忍より和歌が送られる[1]。
- 寛保元年（1741年）8月14日 - 愛宕神社で虫供養が行われる[1]。
- 寛保3年（1743年）4月 - 現在地に社殿を移す。
- 宝暦2年（1752年）6月25日 - 扉の閂や鍵等（どこの建物かは不明）が坂丈衛門正盈により寄進される[1]。
- 宝暦4年（1754年）8月 - 拝殿の五色幕2張が坂丈衛門正盈と村瀬弥四郎により寄付される[1]。
- 宝暦7年（1757年）4月24日 - 正遷宮[1]。
- 明和4年（1767年）- 拝殿 建立。
- 元治元年（1865年) - 祭礼の車蔵（本町地区及び北町地区のもの）を建築。
- 明治29年（1896年）- 鳥居を更新。
- 大正11年（1922年）
  - 6月 - 境内拡張
  - 7月 - 土蔵（宝物庫）を建築、及び祭礼の車蔵を境外移転（ともに阪正臣の寄進）。
- 昭和35年（1960年）8月 - 誠柳社の社殿を建築。
- 平成13年（2001年） - 土蔵（宝物庫）及び山神社、黒竜大神社を廃し、誠柳社の場所を移転。
- 平成25年（2013年）9月 - 本殿、拝殿、社務所等を建替え。
- 平成29年（2017年）- 摂社天神社の社殿を建替え。

## 氏子地域
上記由緒のとおり、創建時は個人の崇敬社であった。
寛文6年（1666年）、尾張徳川家の別荘として、当地に横須賀御殿が造立された際、地元住民にて新たに作られた町（現在の東海市横須賀町一ノ割～四ノ割に相当する地区）が氏子地域となった。
江戸中期までに、町の発展に伴い、町続きの地域も一体となり、横須賀町方（現在の東海市横須賀町）が氏子地域となった。ただし、植松地区は出郷として、隣接する高横須賀村（現在の東海市高横須賀町）の諏訪神社の氏子でもあった。
明治15年（1862年）、先に行政区として合併していた高横須賀村・藪村（現在の東海市養父町）との合併解消を行った際、植松地区を含めて横須賀村（その後、横須賀町）として独立したため、同地区の氏子地域の重複が解消した。
昭和30年代（1955年～1965年）、横須賀町のうち、干拓等で拡張した地域の町名が、元浜町となったことから、氏子地域が横須賀町及び元浜町となり、現在に至る。

## 境内
本殿及び拝殿、摂末社社殿、手水舎、社務所、倉庫、土俵がある。大正11年（1922年）までは、山車蔵（本町地区及び北町地区のもの、位置不明）、平成13年（2001年）までは、土蔵（宝物庫、社務所の南）、令和4年（2022年）までは、愛宕ちびっこ広場（公園、南東側）があった。なお、南東角の灯籠（金毘羅山、大神宮、秋葉山、文政4年）は、もともと四ノ割16番地あったもの。

## 摂末社
現在は、摂社が1社、末社が9社ある。他に境内末社に黒龍大神社・山神社等があった。

### 境内社
末社
- 金比羅社
  - 勧請：文政7年9月
  - 祭神：大物主命
  - 明治13年の棟札に「同村諏訪神社旧拜殿 代價七圓ニテ買受ル 則チ此説教所也 同村愛宕神社境内金毘羅神社轉座 諸賈惣計四拾六圓ヲ用ユ・・・」とあることから、現在の東海市高横須賀町の諏訪神社の旧拝殿と、もともと愛宕神社境内にあった金毘羅社を横須賀町のどこかに建設し、金毘羅講の説教所として利用していたと考えられる。
  - しかし現在は「大正11年9月」と刻まれた石柱があることから、この年に愛宕神社境内に再移転（戻ってきた）してきたと考えられる。
  - また、同年には愛宕神社神社境内にあった本町組と北町組の山車蔵の退去命令が出ている(移転完了は8月)ことから、この2つの事柄は何らかの関係があると考えられる。
- 誠柳社（せいりゅうしゃ）
  - 祭神：誠柳大龍神
  - 昭和35年（1960年）、当地の誠柳講の講員により勧請。平成13年（2001年）まで境内南西角に社殿があった。なお、近隣に所在する薬王山大教院境内にも誠柳社がある。
- 稲荷社
  - 祭神：稲倉魂命、猿田彦大神、大宮賣命[3]
  - 元文2年5月修復。
  - 明治9年3月、二ノ割126番地（現在の元宮がある場所）より移転[3]。
- 津島社
  - 祭神：建速須佐之男命
- 秋葉社
  - 祭神：迦具土命（火産霊神）
  - 常夜灯・植松中安全・文政4年巳正月吉日の灯篭あり（愛宕神社拝殿東側、なお、建替前までは、同拝殿の西側（秋葉社の前）に据えられていた）。
- 天神社：現在残る棟札の願主は全て村瀬次郎八と勘四郎であることから、この家の崇拝社と考えられる。
  - 祭神：菅原道真（天満大自在天神）
  - 宝暦10年11月：修復
  - 明和5年11月：葺替
  - 天明2年3月：葺替
  - 寛政2年4月：修復
  - 文政2年3月：修復
  - 天保3年4月：再造
  - 嘉永元年5月：葺替
  - 文久2年9月：造営（再造の意味か）
  - 明治35年6月：千歳祭執行
  - 大正11年10月12日：正殿修繕・拝殿新築
- 恵比須社
  - 祭神：大巳貴命、事代主神[1]
  - 愛宕神社の遷座後の跡地（二ノ割126番地：現在の元宮がある場所）に勧請された。
  - 棟札によると勧請は寛保3(1743)年と延享2(1745)年の２つあるが、2回に分けた理由は不明。
  - 明治9年3月、現在の愛宕神社境内に移転した[3]。
  - 神社扣は近江守とあることから、愛宕神社同様、坂家により管理されていたと考えられる[4]。
  - 祭礼も行われていた。[4]。
- 英霊社
  - 祭神：日露戦役以降に戦没された郷土のご英霊。
  - 昭和41年3月10日勧請（他の社だったものを祭神を取り替えた可能性もある）

末社（廃止）
- 山神社（山祇社）
  - 祭神：大山祇命
  - 江戸期は薬王山大教院の管理下であった[4]（愛宕神社との関係は不明）。
  - 明治の神社統合令下においても、横須賀町四ノ割(番地不明)に据置の許可（明治10年11月7日）を得たが、大正元年11月18日の許可にて、同2年3月17日愛宕神社境内に移転した[3]。
- 黒龍大神社

明治期の神社明細帳に記載あるも行方不明
神明社（社については所在地不明）
- 勧請：文政7年9月
- 祭神：天照皇大神
- 弘化5年正月の灯籠が境内に現存
- 天保3年：葺替

下記の3社は大正2年3月21日に合祀された（社については所在地不明）。
- 住吉社[3]
  - 祭神：底筒男命・中筒男命・表筒男命
  - 宝暦6年11月：勧請
  - 宝暦10年11月：葺替
  - 明和4年11月：再造
  - 天明元年6月：葺替
  - 寛政元年4月：修復
  - 寛政12年6月：葺替
  - 文政2年2月の灯籠が境内に現存。
  - 文政2年8月：再建
  - 天保4年8月：葺替
  - 嘉永元年5月：葺替
  - 慶應3年11月：修復
  - 明治13年5月：葺替
  - 明治29年6月：修繕
- 多賀社[3]
  - 祭神：伊弉諾命
- 戸隠社[3]
  - 勧請：文政7年9月
  - 祭神：手力雄命
  - 天保13年6月：葺替
  - 嘉永5年11月：葺替

棟札のみで存在が確認できるもの
- 春日社（安政2年11月勧請）

### 境外社
神社創建時の場所（現在の東海市横須賀町二ノ割126-5番地、約30㎡）に所在。
古地図によると、遷宮前は約300㎡（現在の東海市横須賀町二ノ割126-1～5番地）の広さであった。
摂社
- 元宮（愛宕社）
  - 祭神：迦具土命（火産霊神）

末社
- 秋葉社
  - 祭神：迦具土命（火産霊神）
  - もともとは、二ノ割63番地にあった。
  - 大門組町内会が管理しており毎年12月第一日曜日には隣接する玉林寺の僧侶による祈祷が行われる。

現愛宕神社へ移転したもの
- 恵比須社
  - 勧請：寛保3年6月
  - 明治9年3月：現在の愛宕神社境内へ移転
- 稲荷社
  - 創立不詳
  - 元文2年5月：修復
  - 明治9年3月：移転

## 歴代神主[5]
- 坂：甚右衛門廣吉
- 同：廣次
- 同：廣武
- 同：甚内廣国（1732年：享保17年7月8日没）[2]？。郡奉行への死亡届は享保17年であるが、永代記には元文元年（1736年）時点でも神主として名前がみられる。
- 同：刑部廣重（のちに近江守？）（1774年：安永3年8月隠居）[2]
- 同：式部廣達（のちに近江守？）（1774年：安永3年8月相続）[2]
- 同：近江守廣運（従五位下）
- 同：廣雄（天保11年正月11日生～明治34年5月18日没）住居が四ノ割73番地に現存する。
- 伴野榮助
  - 1. 明治4年の太政官布告により神官の世襲制が廃止されたことにより坂家による系統は途絶え、他の家により引き継がれている。
  - 2. 明治29年の棟札には「坂廣雄」の文字がみられるが、明治35年の棟札には「社掌　伴野榮助」と変わっていることから、明治中期頃に他家に引き継がれたと考えられる。